# Tombeelmolen
De Tombeelmolen is een stenen korenmolen in de Belgische gemeente Outrijve, een deelgemeente van Avelgem in de provincie West-Vlaanderen.

## Geschiedenis
In de 18de eeuw stond hier een houten staakmolen, eigendom van een adellijk grootgrondbezitter en verhuurd aan Pieter Van Der Plancke. In de volksmond werd deze molen De molen van de kinders Plancke genoemd. Deze graanmolen werd in 1884 gekocht door Cyriel Decoster. Tijdens Wereldoorlog I werden op bevel van de Duitse bezetter de maalactiviteiten stopgezet en in 1918 werd de molen in brand gestoken. Op dezelfde plaats werd door Georges Decoster (zoon van Cyriel) in 1923 een nieuwe stenen beltkorenmolen gebouwd die in 1926 in gebruik genomen werd. In 1930 werd een dieselmotor geïnstalleerd en vanaf 1942 werd overgeschakeld naar elektriciteit.

In 1951 stopte Georges met de molenactiviteiten en de molen werd gesloten. In 1989 werd de vervallen molen eigendom van de gemeente Avelgem en op 28 januari 1994 werd de molen erkend als monument. De molen werd grondig gerestaureerd tussen 1999 en 2000 en terug maalvaardig gemaakt. De uitbating is in handen van vzw Vrienden van de molen te Outrijve.